# R–60
Az R–60 kis hatótávolságú, passzív infravörös önirányítású légiharc-rakéta, melyet a Szovjetunióban fejlesztettek ki az 1980-as évekre. Számos repülőgéptípus fedélzeti fegyvere, Magyarországon a MiG–21, MiG–23, MiG–29 és a Szu–22 repülőgépeken állt szolgálatban.

## Külső hivatkozások
- Р-60 – Az airwar.ru ismertetője
- Р-60М – Az airwar.ru ismertetője